# Torgelower FC Greif
Der Torgelower FC Greif ist ein Sportverein in der im Osten Mecklenburg-Vorpommerns gelegenen Kleinstadt Torgelow. Der größte Sportverein der Stadt betrieb bis 2014 die Sportarten Fußball, Handball, Badminton, Tischtennis, Radsport, Kraftsport, Frauensport und Nordic Walking.
Seit dem 1. Juli 2014 tritt der Verein neugegründet als Torgelower FC Greif e. V. an, er wurde als reiner Fußballclub ausgegliedert.

## Historische Entwicklung

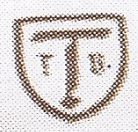
Historisches Logo des TV Torgelow 1890–1931

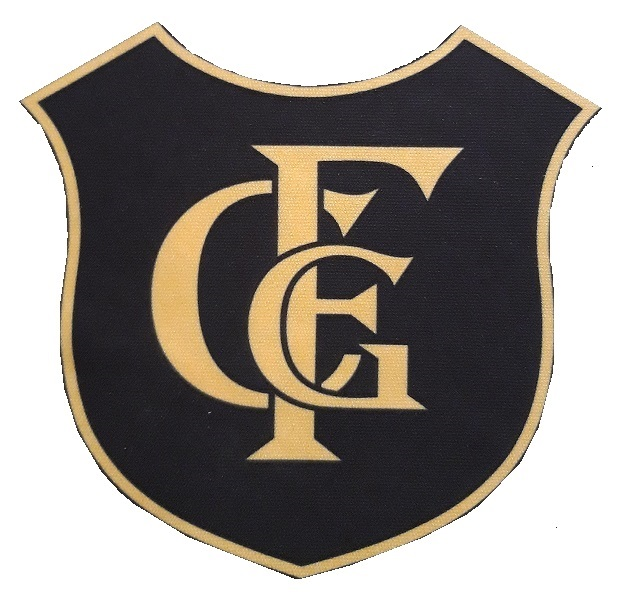
Historisches Logo des FC Greif Torgelow 1919–1933

Historisches Logo der BSG Nord 1963–1990

Historisches Logo des TSV Greif 1990–2008

Historisches Logo des TSV Greif 2008–2014

Logo des TFC Greif 2014–2023

Der FC Greif geht in seiner Entwicklung bis zum Ende des 19. Jahrhunderts zurück. Am 4. November 1890 wurde in dem damals knapp 3000 Einwohner zählenden Ort der Turnverein Torgelow gegründet. Seinen Namen „Greif“ leitet der Verein vom 1919 ins Leben gerufenen FC Greif Torgelow ab, einem reinen Fußballverein. 1931 wurde der TV Torgelow in die Deutsche Turnerschaft und die Freie Turnerschaft aufgespalten, die Freie Turnerschaft betrieb danach ebenfalls eine Fußballmannschaft. Sie nannte sich 1933 in Rot-Sport Torgelow um, wurde jedoch 1933 durch die Nationalsozialisten verboten.
Nach dem Zweiten Weltkrieg wurden durch die Direktive Nr. 23 des Alliierten Kontrollrats der Besatzungsmächte ab 1946 alle Sportvereine verboten. In Ostdeutschland durften zunächst nur mit locker organisierten Sportgemeinschaften auf eng begrenzter lokaler Ebene Sportwettkämpfe stattfinden. In Torgelow gründete sich daraufhin am 26. Februar 1946 die Sportgemeinschaft Torgelow. Ab 1948 wurde der Sportbetrieb in Ostdeutschland auf der Basis von Betriebssportgemeinschaften (BSG) neu organisiert. Das in Torgelow ansässige Eisenhüttenwerk übernahm als künftiger Trägerbetrieb die SG und wandelte sie 1951 in die BSG Stahl Torgelow um. Von 1952 bis 1956 trug die BSG zwischenzeitlich die Bezeichnung „Motor“, Ende 1963 nahm sie den Namen „BSG Nord Max Matern Torgelow“ an, um deutlicher auf den Trägerbetrieb VEB Gießerei und Maschinenbau „Max Matern“ zu verweisen. In der Öffentlichkeit setzte sich jedoch bald die Kurzfassung BSG Nord Torgelow durch.
Als nach der Deutschen Wiedervereinigung 1990 die veränderten wirtschaftlichen Verhältnisse die Weiterführung des Betriebssportgemeinschafts-Systems nicht weiter aufrechterhalten werden konnte, gründeten Mitglieder der bisherigen BSG Nord am 1. Juli 1990 einen bürgerlichen Verein namens Torgelower Sportverein Greif.
Am 1. Juli 2010 erfolgte der Zusammenschluss des Torgelower FC Greif mit dem Verbandsligisten FC Vorwärts Drögeheide. Hierbei kam es zur Übernahme aller Mitglieder, der Spielklassen (Fußball) und der Frauensportgruppe des FC Vorwärts in den Torgelower SV Greif. Die 1. Mannschaft des FC Vorwärts Drögeheide stellte somit ab der Saison 2010/11 die 2. Mannschaft des TSV Greif. Sportliche Heimat blieb jedoch weiterhin die Sportanlage im Torgelower Ortsteil Drögeheide.
Nachdem 2011 die dritte Mannschaft und 2013 die zweite Mannschaft aus wirtschaftlichen Gründen aufgelöst wurden, meldete der TFC Greif zur Saison 2015/16 beim Kreisfußballverband Vorpommern-Greifswald wieder eine 2. Mannschaft an. Diese wurde 2021 wegen Spielermangels wieder abgemeldet.
Im April 2022 gab der Verein bekannt, sich nach der Saison 2021/22 aus wirtschaftlichen Gründen aus der Oberliga zurückzuziehen. Einer bereits bestehenden Kooperation mit dem FSV Einheit Ueckermünde im Nachwuchsbereich folgte im Verlauf des Jahres 2022 der Zusammenschluss beider Fußballvereine. Dieser Beschluss wurde zunächst von den Vorständen beider Vereine gefasst.
Am 22. November 2022 gründeten Vertreter beider Vereine die neue SpVgg Torgelow-Ueckermünde. Die Vereinsfarben sind schwarz-weiß.

## Entwicklung des Fußballsports
Obwohl es vor dem Zweiten Weltkrieg in Torgelow mit dem FC Greif, dem Rot-Sport und dem 1921 gegründeten VfB Torgelow zeitweise drei Fußballvereine gab, kam der Torgelower Fußball nie über regionale Bedeutung hinaus. Dagegen bestritt die SG Torgelow schon 1947 das Finale um die Vorpommern-Meisterschaft, unterlag allerdings der SG Greifswald in den beiden Endspielen mit 1:5 und 0:3. In der Saison 1947/48 war die SG in der Landesklasse Mecklenburg-Vorpommern vertreten, damals eine der höchsten Fußball-Ligen in Ostdeutschland. Nach Platz 6 in der Oststaffel stieg Torgelow jedoch am Ende der Saison ab.
Als 1952 im DDR-Fußballbetrieb die drittklassigen Bezirksligen eingerichtet wurden, gehörte die BSG Motor zu den Mannschaften der ersten Stunde in der Bezirksliga Neubrandenburg. Sie sorgte auch gleich für eine Sensation, als sie im DDR-Pokalwettbewerb bis in das Achtelfinale vordrang und erst dort dem Oberligisten Einheit Pankow mit 1:2 unterlag. In den folgenden Jahren erreichte Torgelow, ab 1956 als BSG Stahl antretend, stets vordere Plätze in der Bezirksliga. In der Saison 1960 landete die BSG auf Platz 1 der Oststaffel, unterlag im Finale um die Bezirksmeisterschaft Lok Waren aber in zwei Spielen mit 0:2 und 1:1. 1966 gewann Torgelow nach einem 2:0-Sieg über Post Neubrandenburg den Bezirksfußballpokal.
In der Saison 1970/71 reichte ein zweiter Platz hinter Vorwärts Neubrandenburg, um zusammen mit der Armeemannschaft in die auf fünf Staffeln erweiterte DDR-Liga aufzusteigen. Während man im ersten Spieljahr, nun als BSG Nord Torgelow, mit Platz 9 knapp den Klassenerhalt sichern konnte, reichte es 1972/73 nur für den 10. Platz, gleichbedeutend mit dem Wiederabstieg in die Bezirksliga. Nach zwei weiteren Jahren in der Drittklassigkeit gewann Torgelow 1975 die Neubrandenburger Bezirksmeisterschaft und kehrte in die DDR-Liga zurück. Danach wiederholte sich die Geschichte, zwei Jahre Zweitklassigkeit, zwei Jahre Bezirksliga, danach 1979 erneut der Gewinn der Bezirksmeisterschaft und erneut der Versuch, sich in der DDR-Liga zu etablieren.
Mit dem Torgelower Urgestein und Mannschaftskapitän Klaus Brackrock, der mit 39 Jahren bereits fast 400 Spiele für die BSG absolviert hatte und dem oberligaerfahrenen Bodo Sommer, der 45 Erstligaspiele für den 1. FC Magdeburg absolviert hatte und dort zweimal DDR-Meister geworden war, ging die BSG Nord im Sommer 1979 in ihre fünfte DDR-Liga-Saison. Am Ende war es die schlechteste Vorstellung, die Torgelow je in der zweithöchsten Liga abgegeben hatte. Es gelang in den 22 Punktspielen nur ein einziger Sieg, das Torverhältnis lautete 14:72. Mit nur 4 Punkten landete Torgelow weit abgeschlagen auf dem letzten Tabellenplatz.
1984 wurde Nord Torgelow noch einmal Bezirksmeister, scheiterte aber in der inzwischen notwendigen Aufstiegsrunde zur DDR-Liga klar mit vier Niederlagen und 1:16 Toren. Bis zum Ende des DDR-Fußballbetriebs verblieb Torgelow in der Bezirksliga Neubrandenburg, wo sich die Mannschaft meist im oberen Tabellendrittel platzieren konnte.
Die letzte Bezirksligasaison nach DDR-System schloss die nun als SV Greif spielende Mannschaft mit dem 7. Platz ab. Das reichte nur für die Eingliederung in die damals fünftklassige Bezirksliga Ost. Dort gelang 1994 der Aufstieg in die Landesliga, die ein Jahr später in der Verbandsliga aufging und in der der SV Greif die nächsten elf Spielzeiten verbrachte. 2004 erreichte die Mannschaft das Landespokalfinale, unterlag dem sechsmaligen Pokalsieger FC Schönberg 95 jedoch mit 1:2. In der Saison 2004/05 wurden die Torgelower Meister der Verbandsliga Mecklenburg-Vorpommern und stiegen in die Oberliga Nordost auf, die seit 2008 fünftklassig ist. In der Saison 2008/09 erlebte der Verein sportliche Höhen und Tiefen. In der Oberliga belegte man nur den 14. Tabellenplatz, was sportlich den Abstieg in die Landesliga bedeutet hätte. Aufgrund eines Startverzichts des FSV Bentwisch dürfen die Torgelower jedoch auch in der Saison 2009/10 in der Oberliga antreten. Mit einem 4:3-Sieg über die TSG Neustrelitz gewann man jedoch den mecklenburg-vorpommerschen Landespokal 2009, so dass der SV Greif für die 1. Hauptrunde des DFB-Pokals 2009/10 qualifiziert war. Dort wurde dem Verein der Zweitligist Alemannia Aachen zugelost, dem man mit 1:4 unterlag. 2010 gewann der SV Greif erneut den mecklenburg-vorpommerschen Landespokal. Er war damit für die 1. Hauptrunde des DFB-Pokals 2010/11 qualifiziert, wo dem Verein der Bundesligist Hamburger SV zugelost wurde. Die Mannschaft aus Torgelow verlor das Spiel 1:5 und schied aus dem Pokal aus.
In der Saison 2010/11 gewann der Verein erstmals die Meisterschaft der Oberliga Nordost, verzichtete aus wirtschaftlichen Gründen jedoch auf einen Aufstieg in die Regionalliga Nord. Der Aufstieg gelang in der nachfolgenden Saison 2011/12, als in der Relegation der Vertreter der Südstaffel, der VfB Fortuna Chemnitz, im Rückspiel nach Verlängerung bezwungen werden konnte.
Im Mai 2013 musste der Verein aufgrund einer wirtschaftlichen Schieflage Insolvenz anmelden. Zu diesem Zeitpunkt stand der Abstieg aus der Regionalliga Nordost bereits fest. Im Jahr 2015 konnte vermeldet werden, dass die Insolvenz abgewendet wurde.
Im Mai 2014 bestätigte der Landesfußballverband Mecklenburg-Vorpommern, dass der TSV Greif ab der Saison 2014/15 neu gegründet unter dem Namen „Torgelower FC Greif e. V.“ antreten sollte. Alle Abteilungen des Vereins behielten ihre Spielklassen.
In der Saison 2016/2017 wurden die Torgelower nach 2005 zum zweiten Mal Meister der Verbandsliga Mecklenburg-Vorpommern (6. Liga) und stiegen in die Oberliga Nordost auf. Nach dem freiwilligen Rückzug aus der Oberliga 2022 trat der TFC Greif zur Saison 2022/2023 in der Landesklasse (8. Liga) an.
Ab der Saison 2023/24 wird der TFC Greif eine Ü35-Altherren- & Ü40-Senioren-Mannschaft mit dem FSV Einheit Ueckermünde und der Traditionsmannschaft des Greifswalder FC stellen.

## Erfolge

### DDR-Fußball
| Bezirksklasse-Sieger                         | 1952                                                                                    |
| Bezirksliga Neubrandenburg-Sieger            | 1960, 1975, 1979, 1984                                                                  |
| Ewige Tabelle der Bezirksliga Neubrandenburg | 2. Platz                                                                                |
| FDGB-Bezirkspokal Neubrandenburg-Sieger      | 1966                                                                                    |
| FDGB-Pokal-Teilnehmer                        | 1951/52, 1952–1954, 1954/55, 1956, 1966/67, 1972/73, 1973/74, 1976/77, 1977/78, 1980/81 |

### DFB-Fußball
| Bezirksliga Ost Mecklenburg-Vorpommern-Meister | 1994                                   |
| Bezirkspokal Ost Mecklenburg-Vorpommern-Sieger | 1993, 1994                             |
| Mecklenburg-Vorpommern-Meister                 | 2005, 2017                             |
| NOFV Oberliga-Meister                          | 2011                                   |
| Regionalliga Nordost-Teilnehmer                | 2012/13 (Platz 16)                     |
| Mecklenburg-Vorpommern-Pokalsieger             | 2009, 2010                             |
| DFB-Pokal-Teilnehmer                           | 2009/10 (1. Runde), 2010/11 (1. Runde) |
| Futsal-Landesmeister Mecklenburg-Vorpommern    | 2016, 2017                             |

## Stadion

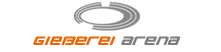
Logo „Gießerei Arena“ seit 2007

Die Spielstätte des Torgelower FC Greif ist die Gießerei-Arena im Norden der Stadt, die bis 2007 noch Spartakusstadion hieß. Namensgeber ist die Eisengießerei Torgelow GmbH. Das Stadion hat ein Fassungsvermögen von 10.000 Zuschauern und verfügt über einen Rasenplatz, eine Aschelaufbahn und Leichtathletikanlagen. Rings um den Platz liegen flach ansteigende Zuschauerränge, die teilweise mit Sitzschalen ausgestattet sind. Seit 2018 gibt es eine überdachte Tribüne mit 200 Sitzplätzen, die am 9. Mai 2018 beim Landespokal Halbfinale gegen den F.C. Hansa Rostock eingeweiht wurde. In den 1990er Jahren wurde neben dem Stadion ein Hartplatz angelegt, der mit Beleuchtung ausgestattet ist und für Trainingszwecke genutzt werden kann. Aufgrund seiner Maße ist er nicht für einen Wettkampfspielbetrieb höherer Spielklassen zugelassen. Mittlerweile wurde der Hartplatz durch einen Kunstrasenplatz ersetzt. Bei der Einweihung des Stadions am 14. September 1958 besuchten 11.000 Zuschauer das Bezirksligapunktspiel von Stahl Torgelow gegen Lok Anklam (1:1). Davor wurde ab 1927 auf einem Sportplatz an der Ueckermünder Straße gespielt.

## Nachfolgeverein SpVgg Torgelow-Ueckermünde

Vereinslogo SpVgg Torgelow-Ueckermünde

Die am 22. November 2022 neu gegründete Spielvereinigung tritt seit der Saison 2023/24 mit einer ersten Männermannschaft in der Verbandsliga und einer zweiten in der Landesklasse Mecklenburg-Vorpommern an. Die Jugendmannschaften treten von der Kreisliga bis zur Landesliga an. Heimische Spielstätten sind die Gießerei Arena, der Heidesportplatz in Torgelow und das Waldstadion in Ueckermünde.
| Saison                                     | Liga                                    | Klasse | Platz | S  | U | N | Tore  | Punkte | Zuschauer-Ø | Landespokal MV |
| ------------------------------------------ | --------------------------------------- | ------ | ----- | -- | - | - | ----- | ------ | ----------- | -------------- |
| 2023/24                                    | Verbandsliga Mecklenburg-Vorpommern     | VI     | 2.    | 25 | 1 | 4 | 94:28 | 76     | 133,60      | Halbfinale     |
| 2024/25                                    | Verbandsliga Mecklenburg-Vorpommern ▼ 2 | VI     | 2.    | 23 | 1 | 6 | 89:36 | 67 1   | 128,47      | Achtelfinale   |
| 2025/26                                    | Landesklasse II Mecklenburg-Vorpommern  | VIII   | -     | -  | - | - | -:-   | -      | -           | -              |
| Anmerkung: Grün = Aufstieg, rot = Abstieg. |                                         |        |       |    |   |   |       |        |             |                |